# Исаков, Сергей Михайлович
Сергей Михайлович Исаков (род. 21 января 1954, Калининград) — советский и российский скульптор, член-корреспондент Российской академии художеств (2024).

## Биография
Родился 21 января 1954 года в Калининграде, живёт и работает в Батайске (Ростовская область).
В 1989 году — окончил Королевскую академия изящных искусств в Антверпене.
В 2013 году — избран почётным членом Российской академии художеств, в 2024 году — избран членом-корреспондентом РАХ.
Действительный член Императорского Православного Палестинского общества.

## Творчество

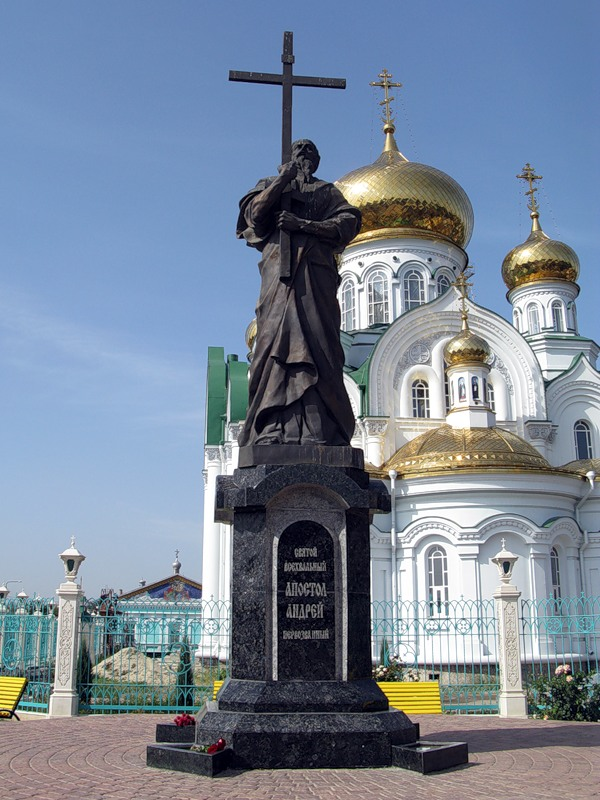
Памятник Андрею Первозванному. Батайск

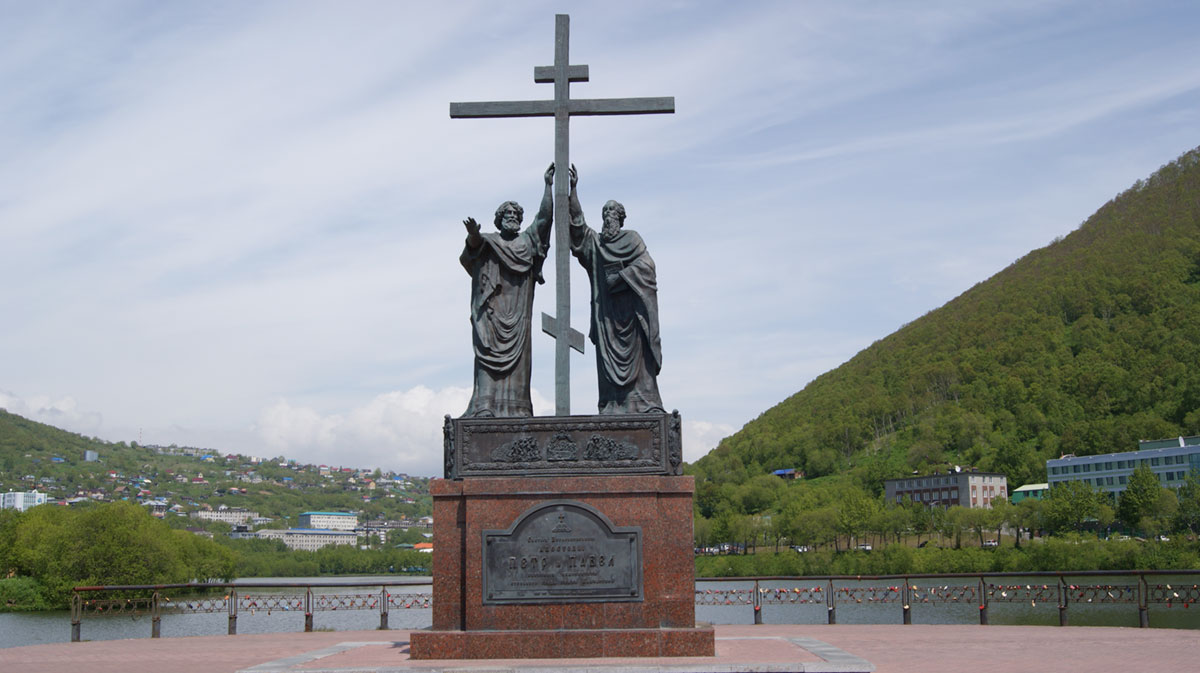
Памятник святым апостолам Петру и Павлу. Петропавловск-Камчатский

Автор более 60 памятников, установленных в России и за рубежом.
Основные работы:
- Памятник героям-медикам (Ростов-на-Дону, 1985)
- Монумент ликвидаторам аварии на ЧАЭС (Ростов-на-Дону, 1996)
- Памятник Николаю Чудотворцу (Ейск, 2004)
- Памятник Андрею Первозванному (Батайск, 2003)
- Скульптурная композиция апостолам Петру и Павлу (Петропавловск-Камчатский, 2005)
- Памятник Николаю II и цесаревичу Алексею (Камчатка, 2006)

Работы находятся в музейных коллекциях России и за рубежом, а также в частных коллекциях.
Участник выставок с 1975 года. Персональные выставки проходили в Брюсселье (1990), Париже (1991), Ростове-на-Дону (1994—1995).

## Награды и звания
- Заслуженный художник Российской Федерации (2003)[1]
- Орден Атамана Платова
- Орден преподобного Сергия Радонежского (РПЦ)
- Орден Святителя Иннокентия, митрополита Московского и Коломенского
- Орден Святого равноапостольного Николая, архиепископа Японского «За дела милосердия»
- Золотая медаль Российской академии художеств (2006)